# Pop 100
Pop 100 («поп 100») — чарт, що започаткувався в лютому 2005 американським журналом «Billboard» у США. У чарті беруть участь пісні, що транслюються на 40 найкращих радіостанціях США, мають гарні продажі, та скачуються у вільному форматі.

## Історія
Pop 100 створив, на той час, молодший редактор «Billboard» Майкл Елліс (Michael Ellis). Його призначення було зосередитися «на піснях, що мають найбільшу основну апеляцію, в той час як Hot 100 має зосереджуватись на популярності пісні», за словами редактора чартів «Billboard» Джефа Мейфілда (Geoff Mayfield). У прес-релізі про новий чарт він також сказав, «Pop 100 має сенс, він — співвідношення між 40 найчастішими піснями на радіо і найкращими продажами вільних треків».
Коли Pop 100 вперше був опублікований, Hot 100 змінив свої правила. Відтепер в голосуванні могли брати участь пісні, що мали формат цифрового завантаження. Раніше до чарту входити тільки ті пісні, що транслювались по радіо і офіційно продавались.

### Припинення роботи
10 червня 2009 припинив свою роботу. Так як Hot 100 став доволі схожим чартом, Pop 100 вирішили закрити.